# Воломінський повіт
Воломінський повіт (пол. powiat wołomiński) — один з 37 земських повітів Мазовецького воєводства Польщі.
Утворений 1 січня 1999 року в результаті адміністративної реформи.

## Загальні дані
Повіт знаходиться у центральній частині воєводства.
Адміністративний центр — місто Воломін.
Станом на 1.01.2008 населення становить 207 155 осіб, площа 953,41 км².

## Географія
Річки: Осовниця.

## Демографія
Демографічні дані повіту станом на 30.06.2006:
|       | Всього  | Всього | Жінки  | Жінки | Чоловіки | Чоловіки |
| ----- | ------- | ------ | ------ | ----- | -------- | -------- |
|       | осіб    | %      | осіб   | %     | осіб     | %        |
| Повіт | 202 444 | 100    | 104551 | 51,65 | 97 893   | 48,35    |
| Міста | 134 733 | 100    | 70 616 | 52,42 | 64 117   | 47,58    |
| Села  | 67 711  | 100    | 33 935 | 50,12 | 33 776   | 49,88    |